# Evangelista Marcobruno
Evangelista Marcobruno (1580 circa – XVII secolo) è stato un farmacista italiano.
Fu speziale presso la corte dei Gonzaga di Mantova. La sua notorietà si legò alla figura del duca Vincenzo I Gonzaga, che, nel 1609, finanziò la sua avventurosa spedizione in Perù alla ricerca del mitico gusano, un verme  dalle proprietà afrodisiache che, opportunamente polverizzato, avrebbe dovuto restituire la perduta virilità al duca. Ma Vincenzo morì nel 1612 prima di poterlo  sperimentare.